# Lewon Hayrapetyan
Lewon Sosi Hayrapetyan (in armeno Լևոն Սոսի Հայրապետյան?, in russo Левон Сосович Айрапетян?, Levon Sosovič Ajrapetjan; Erevan, 17 aprile 1989) è un ex calciatore armeno, di ruolo difensore.

## Palmarès

### Club

#### Competizioni nazionali
- Campionato armeno: 1

Pyunik: 2010
- Coppa d'Armenia: 2

Pyunik: 2010
Alashkert: 2018-2019